# Nông Quốc Tuấn
Nông Quốc Tuấn (sinh ngày 12 tháng 7 năm 1963) là chính khách Việt Nam. Ông nguyên là Thứ trưởng, Phó Chủ nhiệm Ủy ban Dân tộc Việt Nam, Ủy viên Ban Chấp hành Trung ương Đảng Cộng sản Việt Nam khóa XI, Đại biểu Quốc hội Việt Nam khóa XII tỉnh Sơn La. Ông là con trai của Nông Đức Mạnh, nguyên Tổng Bí thư Ban Chấp hành Trung ương Đảng Cộng sản Việt Nam khóa IX, X.

## Xuất thân
Ông sinh ngày 12 tháng 7 năm 1963, người dân tộc Tày, quê tại xã Cường Lợi, huyện Na Rì, tỉnh Bắc Kạn.

## Giáo dục
Trình độ chính trị: Cử nhân chính trị
Trình độ chuyên môn: Thạc sỹ kinh tế

## Sự nghiệp
Ông từng có thời gian đi xuất khẩu lao động ở Cộng hòa Dân chủ Đức(nay là Cộng hoà Liên bang Đức).
Ngày vào Đảng Cộng sản Việt Nam: 14/7/1992
Từ tháng 2 năm 2000, giữ chức Phó Chủ tịch Thường trực Trung ương Hội Liên hiệp Thanh niên Việt Nam.
Tháng 2 năm 2004, tham gia Ban Bí thư Trung ương Đoàn Thanh niên Cộng sản Hồ Chí Minh.
Tại phiên bế mạc Đại hội Hội Liên hiệp Thanh niên Việt Nam lần thứ V ngày 27 tháng 2 năm 2005, ông được hiệp thương cử giữ chức danh Chủ tịch Hội khóa V.
Ngày 28 tháng 1 năm 2008, Thủ tướng Chính phủ ban hành Quyết định số 125/QĐ-TTg về việc bổ nhiệm ông Nông Quốc Tuấn, giữ chức Phó Chủ nhiệm Ủy ban Dân tộc.
Ngày 21 tháng 4 năm 2009 được Ban Bí thư luân chuyển về giữ chức Phó Bí thư Tỉnh ủy Bắc Giang Phụ trách công tác xây dựng Đảng. Tỉnh ủy Bắc Giang đã công bố quyết định của Ban Bí thư về việc điều động ông Nông Quốc Tuấn tham gia Ban Thường vụ Tỉnh ủy và giữ chức Phó Bí thư Tỉnh ủy phụ trách công tác xây dựng tổ chức cơ sở Đảng, nhiệm kỳ 2005-2010.
Ngày 3 tháng 8 năm 2010 tại đại hội đột xuất Ban chấp hành đảng bộ tỉnh Bắc Giang ông được bầu làm Bí thư Tỉnh ủy Bắc Giang nhiệm kỳ 2005-2010. Việc này diễn ra hai tuần sau vụ lộn xộn ngay tại trung tâm thành phố Bắc Giang
Ngày 18 tháng 1 năm 2011, ông được bầu làm Ủy viên Ban Chấp hành Trung ương tại Đại hội Đảng Cộng sản Việt Nam XI.
Ngày 8 tháng 6 năm 2012, Thủ tướng Chính phủ ký quyết định số 689/QĐ-TTg, điều động, bổ nhiệm ông vào chức vụ Phó Chủ nhiệm Ủy ban Dân tộc, nhiệm vụ ông đã đảm nhiệm từ 28 tháng 1 năm 2008 đến 21 tháng 4 năm 2009.
Ngày 10 tháng 5 năm 2013 ông nhận thêm nhiệm vụ là thành viên Ủy ban Quốc gia phòng, chống AIDS và phòng, chống tệ nạn ma túy, mại dâm.
Tại Đại hội Toàn quốc Đảng Cộng sản Việt Nam lần XII (tháng 1 năm 2016) ông không được bầu lại vào BCH Trung ương Đảng khóa XII.
Ngày 12 tháng 6 năm 2017, theo Quyết định 843/QĐ-TTg, Thủ tướng Nguyễn Xuân Phúc đã bổ nhiệm lại Nông Quốc Tuấn, giữ chức vụ Thứ trưởng, Phó Chủ nhiệm Ủy ban Dân tộc.
Ngày 16 tháng 5 năm 2022, theo Quyết định 585/QĐ-TTg, Thủ tướng Phạm Minh Chính đã bổ nhiệm lại Nông Quốc Tuấn, giữ chức vụ Thứ trưởng, Phó Chủ nhiệm Ủy ban Dân tộc.
Từ ngày 1 tháng 8 năm 2024, ông nghỉ hưu theo chế độ.

## Gia đình
Cha ông là Nông Đức Mạnh - Nguyên Tổng Bí thư kiêm chủ tịch Quốc hội Việt Nam. Mẹ là bà Lý Thị Bang (1942-2010). con trai là Nông Quốc Dũng và con gái là Nông Quỳnh Ngân.

## Tặng thưởng
- Huy chương Vì thế hệ trẻ.[16]